# Чикаго (мюзикл)
«Чикаго» (англ. Chicago) — американський мюзикл на лібрето Фреда Ебба і Боба Фосса і музику Джона Кандера. Написаний за мотивами однойменної театральної п'єси 1926 року Морін Даллас Воткінс. Історія відбувається у місті Чикаго і являє собою сатиру на корупцію в системі кримінального судочинства та на поняття «злочинець-знаменитість» (celebrity criminal).
В основу твору лягли два реальних не пов'язаних між собою судові процеси: Морін Воткінс, працюючи репортеркою, оглядала їх для газети «Чикаго Трибюн» в 1924 році. Її колонки скандальних новин користувалися такою популярністю, що вона вирішила написати на їхній основі п'єсу.
Оригінальна постановка на Бродвеї була відкрита в 1975 році в театрі на 46-ій вулиці. Вона була номінована на декілька премій «Тоні», в тому числі за найкращий мюзикл, але не отримала жодної. До 1977 року вистава проходила 936 раз. «Чикаго» знову почали ставити на Бродвеї лише в 1996 році. Мюзикл відновили з оновленою хореографією, і на цей раз вона була відзначена «Тоні» за найкращий поновлений мюзикл, найкращу режисуру, найкращу хореографію та ін.
«Чикаго» — це друге найбільш довготривале шоу, яке коли-небудь проходило на Бродвеї, на першому місці — «Привид Опери». «Чикаго» ставився по всьому світу, частково і в Україні: у 2018 році концертну версію вистави показали в рамках фестивалю OperaFest Tulchyn. Режисером став заслужений діяч мистецтв України Павло Третьяков. На основі твору зняли фільм «Чикаго» (2002). Картина була відзначена преміями «Оскар» в шести категоріях, у тому числі як найкращий фільм.

## Історія

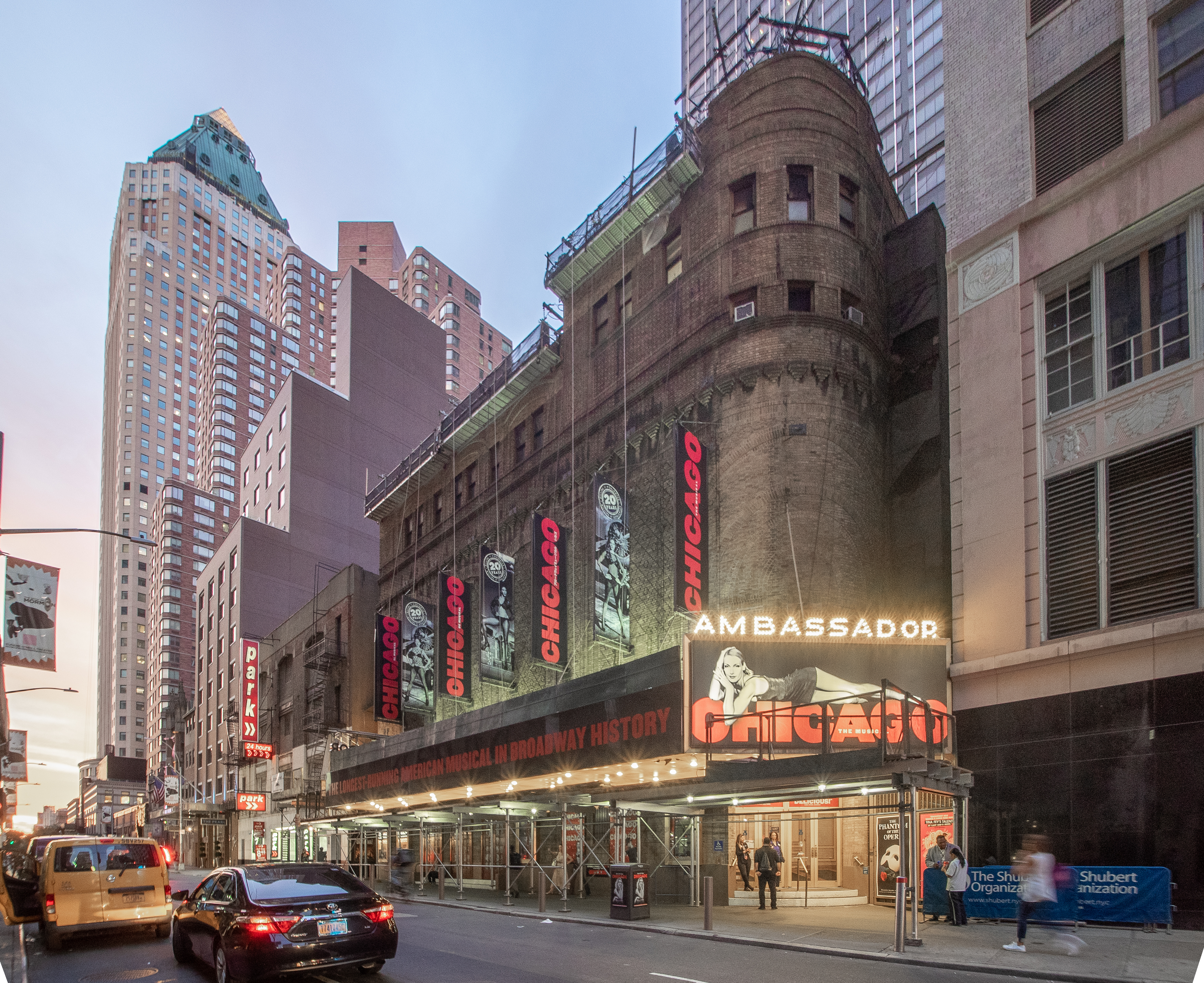
Афіші мюзиклу в театрі на Бродвеї (2019)

Мюзикл «Чикаго» заснований на однойменній п'єсі репортерки та драматургині Моріни Даллас Воткінс, яка висвітлювала процеси 1924 року для «Чикаго Триб'юн» проти обвинувачених у вбивствах Б'юли Еннан та Бельви Ґертнер. На початку 1920-х років преса та громадськість Чикаго були прикуті темою вбивств, здійснених жінками. Виникло кілька резонансних справ, що стосувались жінок, які вбивали своїх коханців чи чоловіків. Ці справи розглядалися на тлі зміни поглядів про жінку в епоху джазу, а також на тлі довгих низок виправдувальних вироків присяжними округа Кук щодо жінок-вбивць (у час присяжними були чоловіки, засудженим вбивцям, як правило, загрожувала смерть через повішення). З'явилася думка про те, що в Чикаго неможливо засудити привабливих жінок. «Чикаго Триб'юн», як правило, підтримувала версію обвинувачення, водночас розповідаючи подробиці життя цих жінок. Їхні конкуренти з газет Герста були прихильниками підсудних і використовували метод «сестер-плакальниць» — журналісток, які наголошували у статтях на важкому становищі, привабливості, спокуті або пристойності обвинувачених жінок. Незалежно від позиції, преса називала деяких із цих жінок «знаменитостями» (celebrity criminal).
Б'юлі Еннан, прототипу персонажа Роксі Гарт, було 23, коли її звинуватили у вбивстві. Гаррі Калштедта, який послужив прототипом для Фреда Кейслі. «Чикаго Триб'юн» повідомляли, що Еннан протягом двох годин знову і знову ставила фокстротну платівку «Хула Лу», перш ніж зателефонувати чоловікові та сказати, що вона вбила хлопця, який «намагався зайнятися з нею коханням». Її чоловік Альберт Еннан став прототипом для Амоса Гарта. Альберт був автомеханіком, який збанкрутував, щоб оплатити дружині адвоката. Еннан публічно кинула його на наступний день після суду. Персонаж Вельми Келлі базується на Бельві Ґертнер, яка була співачкою кабаре. Тіло Вальтера Ло було виявлено нахиленим над кермом покинутого автомобіля Ґертнер 12 березня 1924 року. Двоє поліцейських засвідчили, що бачили жінку, яка сідала в машину, і незабаром після цього почули постріли. На підлозі машини виявили пляшку джину та автоматичний пістолет. Адвокати Вільям Скотт Стюарт та В. В. О'Браєн послужили прототипами для образу Біллі Флінна. Обох жінок виправдали з різницею у кілька днів.
У 60-х роках Ґвен Вердон прочитала п'єсу і запитала у свого чоловіка Боба Фосса про можливість створення музичної адаптації. Фосс (він родом з Чикаго) неодноразово звертався до Морін Воткінс, щоб придбати права, але вона неодноразово відмовляла. На той момент вона, імовірно, шкодувала, що Еннан та Ґертнер опинилися на свободі і вважала, що їхні постаті не мають романтизуватися. Однак, після її смерті в 1969 р. права на п'єсу продали продюсеру Річарду Фрайєру, Ґвен Вердон та Бобу Фоссу. Джон Кандер і Фред Ебб розпочали роботу над музичною партитурою, розробляючи кожен номер в традиційному стилі водевілю. Ебб і Фосс написали сценарій мюзиклу, Фосс також виступив режисером і хореографом.